# Казеевы
Казеевы — династия фабрикантов Российской империи. Помимо предпринимательской деятельности, Казеевы способствовали открытию лечебниц для рабочих, церковно-приходских школ, способствовали развитию народного образования.

## Деятельность Казеевых
В 1862 году Степан Антонович Казеев купил у Зиновия Ивановича Никифорова суконную фабрику, которая располагалась на территории Керенского уезда Пензенской губернии, в селе Большая Лука на реке Ваде. Фабрика располагалась на площади 25 десятин. Среди имущества фабрики были деревянные одноэтажные дома, скалочные и чесальные машины, ручные прядильники.
Степан Антонович Казеев родился в 1818 году в Тамбовской губернии в Спасском уезде, в семье потомственного купца г. Спасска Антона Лукьяновича Казеева (ок. 1785 г.р.). Купцами г. Спасска были и его дед Лукьян Матвеевич (ок. 1765 г.р.) и прадед Матвей Борисович (ок. 1740 - 1800). На момент 6-й ревизии 1811 г. у купца М.Б. Казеева здравствовало 14 потомков мужского пола, которые (за исключением детей) также занимались купеческой деятельностью. 
С.А. Казеев получил домашнее образование, много читал. Изучал технику и устройство плотин. Считается основателем купеческой династии, был купцом 1-й гильдии. В его собственности были три суконные фабрики, которые располагались в Большой Луке Керенского уезда, в Золотаревке и Новой Богословке Городищенского уезда. Эти предприятия он купил у пензенских помещиков Никифоровой, Золотарёвых и Селиванова. Свои фабрики Степан Антонович оборудовал бельгийскими и отечественными прядильными машинами. В результате это позволило увеличить производство в 2 раза. По состоянию на 1859 год Большелукинская фабрика занимала пять деревянных корпусов, в которых работало каждый день до 400 человек, среди которых были и крепостные и вольнонаёмные. В том же году было произведено сукна на сумму до 24 600 рублей. Его продавали в Нижнем Новгороде, Пензе, Саратове, Москве, а солдатское сукно поставлялось в Тамбовскую комиссариатскую комиссию.
В 1875 году Степан Казеев и Николай Казеев завершили строительство новых кирпичных корпусов, в итоге количество построек составило 11 объектов. Среди оборудования фабрики была одна английская трепалка, 28 прядильных ручных машин на 50 веретён каждая, 4 щипальных машины, 13 скалочных чесалок, 3 бельгийских машины на 240 веретён каждая. Для того, чтобы машины были приведены в действие, нужно было задействовать три водяных колеса по 15 лошадиных сил и одну паровую машину мощностью 20 лошадиных сил. В 1875 году фабриканты произвели сукна на 230 тысяч рублей.
Степан Казеев умер в 1885 году.
Его сын, Николай Степанович Казеев, родился в 1849 году в Тамбовской губернии. Он получил 4 класса образования в Тамбовской гимназии. Был избран гласным Керенского уездного собрания, занимал пост почётного мирового судьи, губернского гласного от Керенского уезда. Он содержал школу, которую построил в Большой Луке, финансово помогал строительству храма.
Умер в 1908 году.
Александр Степанович Казеев, второй сын Степана Антоновича Казеева, родился в 1853 году в Тамбовской губернии. Он окончил 6 классов Тамбовской гимназии. Занимал должность земского гласного. Был почётным мировым судьей, попечителем церковноприходской школы. В 1910 году стал собственником фабрики. Он активно занимался благотворительностью, выделял средства на содержание школы, поддерживал бедных детей и сирот. Александр Казеев состоял действительным членом Пензенской учётной архивной комиссии.
Николай и Александр Казеевы, унаследовав предприятия отца, создали торговый дом «С. А. Казеев и его сыновья».
Фабрика Казеевых располагала 1500 десятинами земли, на предприятии работало 1200 человек, которые производили до 20 000 кусков сукна. Фабрика была поставщиком для Военного ведомства, для Главного Тюремного управления, для частной продажи. Товарами, производимыми на фабрике, торговали на Покровской, Урюпинской и Крещенской ярмарках. В помещениях фабрики было электрическое освещение, работали местные крестьяне.
В 1918 году Большелукинскую суконную фабрику национализировали... Саму фабрику разграбили.  Александр Степанович Казеев переехал в Петроград к родственникам, где скончался в 1924 году. 
Осенью 2017 года появилась информация о разработке туристического маршрута в Пензенской области, посвященного купцам Казеевым.